# Imperiet falder
Imperiet falder er det femte studiealbum fra den danske rockgruppe Magtens Korridorer. Albummet udkom den 31. oktober 2011. Første single fra albummet, "Kom og mærk" blev udgivet d. 22. august 2011.

## Trackliste
1. "Imperiet Falder"
2. "Kom og Mærk"
3. "Lyden af Alarmer"
4. "Horisonten"
5. "Mit Forkullede Lig"
6. "Pindsvinesjæl"
7. "Gin // Tonic"
8. "Affald"
9. "Alting til Salg"
10. "En Anden Tid"
11. "Tæppet"

## Eksterne links
- Imperiet falder på Discogs